# Хвостатка терновая
Хвостатка терновая (лат. Satyrium spini) — дневная бабочка из семейства голубянок.

## Этимология названия
Prunus spinosa (с латинского) — тёрн, одно из кормовых растений гусениц.

## Описание
Длина переднего крыла самцов — 14—16 мм, самок — 15—17 мм. Передние крылья самцов с серым андрокониальным пятном в центральной ячейке. Задние крылья с хвостиками. Передние крылья самок с неясным буровато-оранжевым пятном в своей центральной части. Нижняя сторона крыльев желтовато-бежевая с чёткой белой поперечной полоской. Анальный угол задних крыльев с голубым пятном неопределённых очертаний.

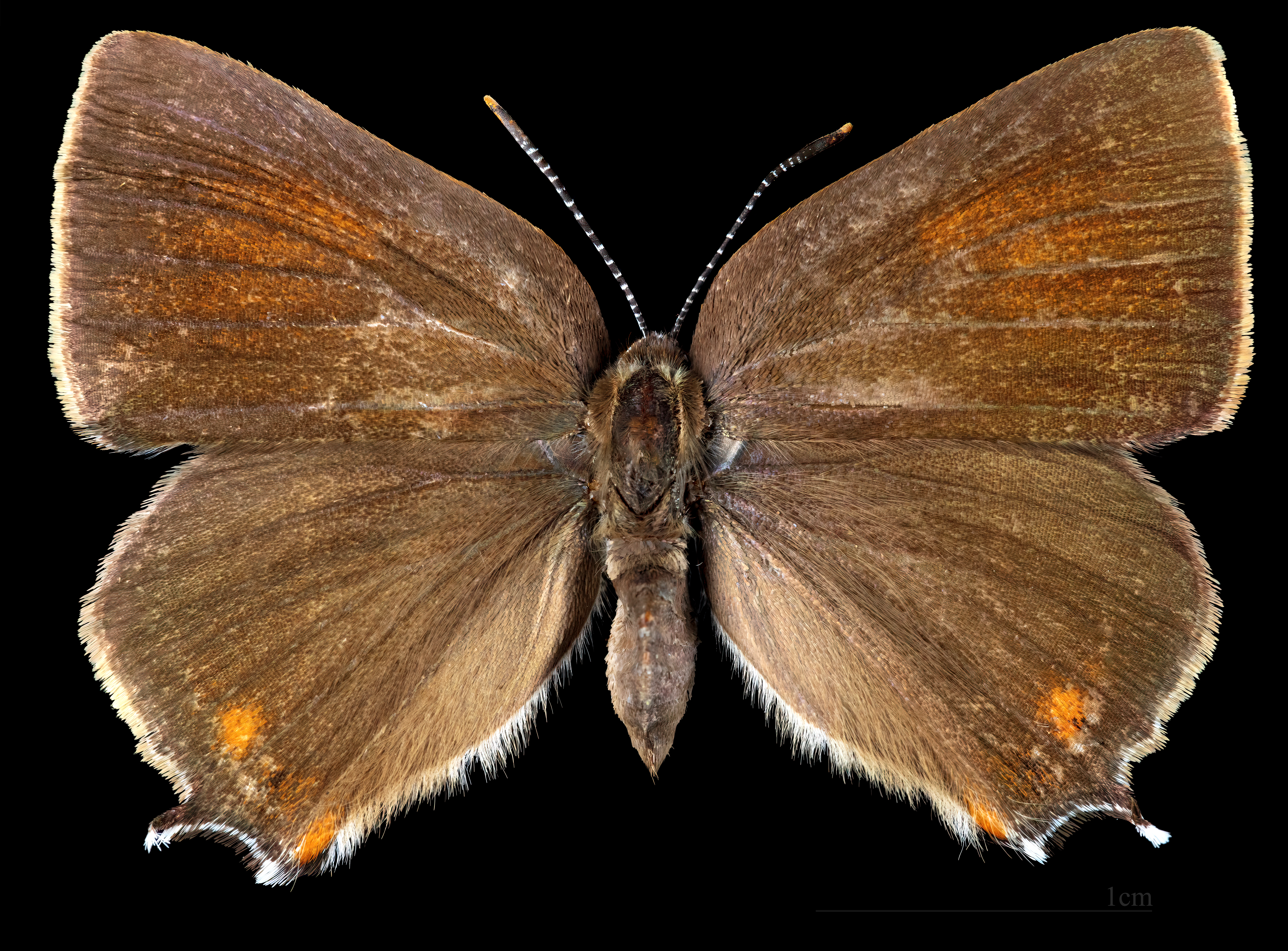
Satyrium spini ♂
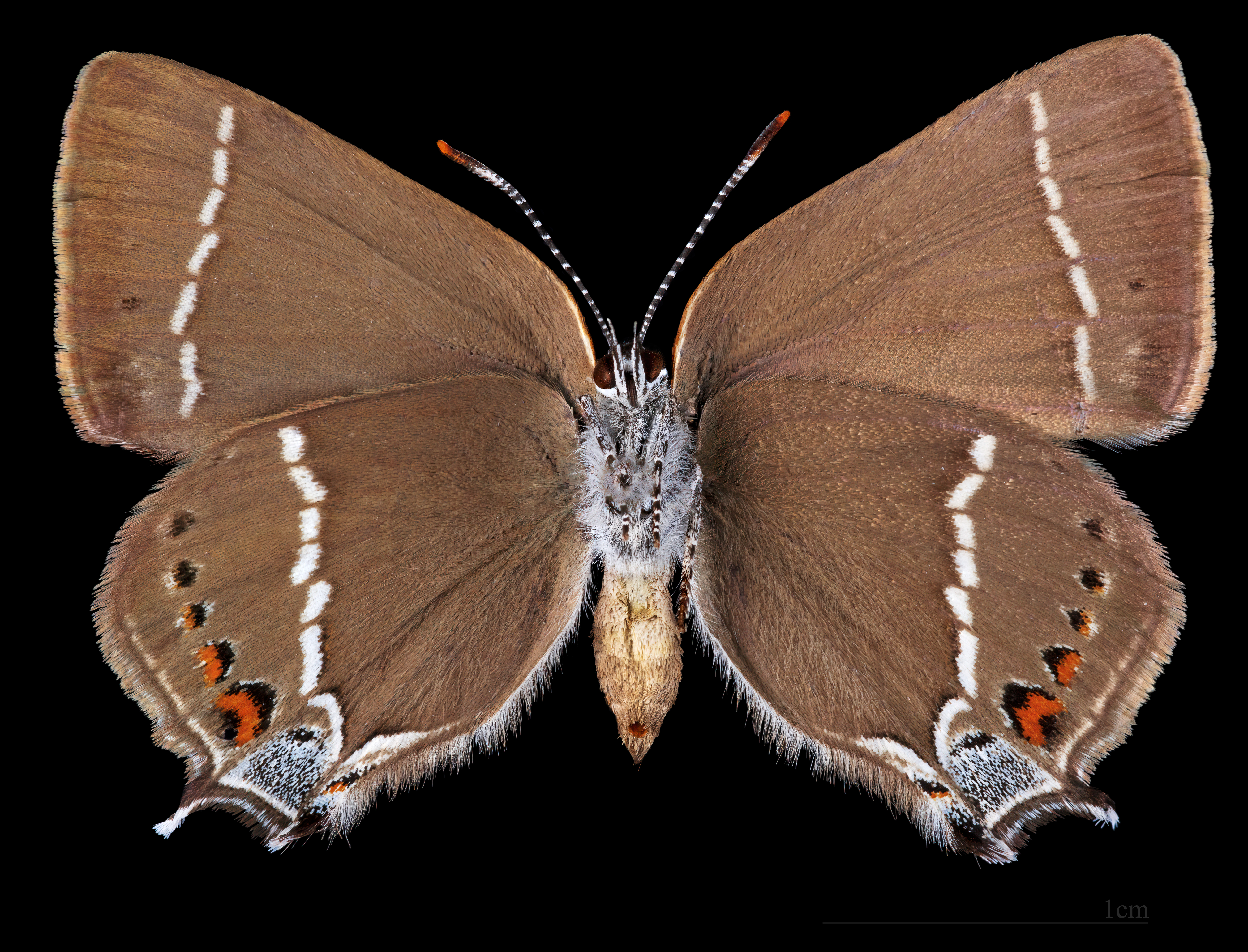
Satyrium spini ♂  △

## Ареал

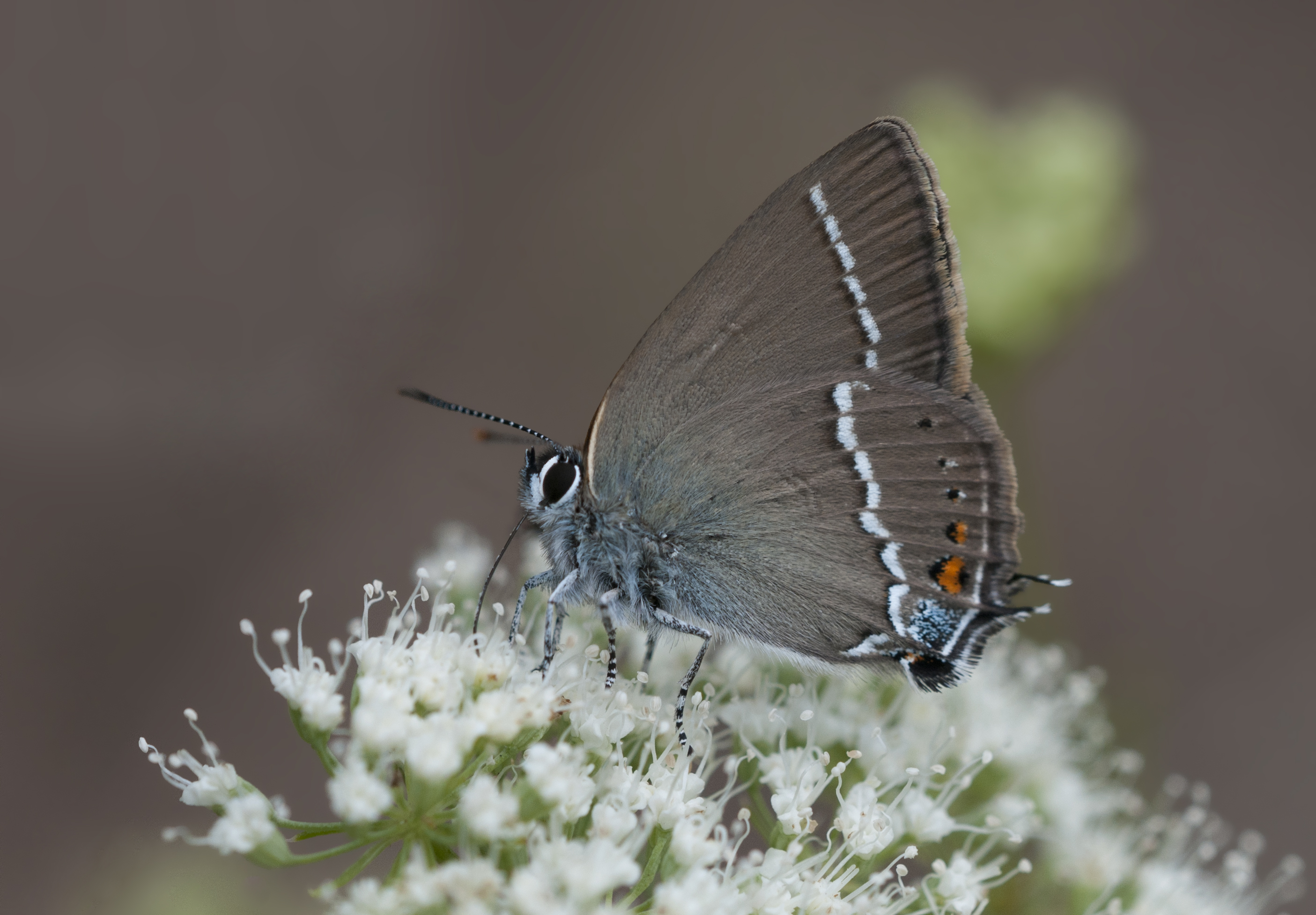

Европа, Кавказ и Закавказье, Передняя Азия, Ирак, Иран, Южный Урал. Широко распространенный в Восточной Европе вид рода. В Польше чаще встречается на юге страны. Отмечен в Словакии, Венгрии и Румынии. В странах Балтии встречается только лишь на юге и юго-востоке Литвы. Крайне локально встречается на территории Беларуси (центр, западе и по всему югу страны). На Украине вид встречается почти повсеместно, кроме некоторых районов лесной зоны и Карпат; в лесной и лесостепной зонах отмечается довольно редко, а в степной — обычен. Отмечен во многих местах горно-лесной части Крыма, равнинной части встречается гораздо реже. На территории России вид сравнительно малочислен и локален в средней полосе, но более обычен на юго-востоке.
Населяет поляны и опушки широколиственных и смешанных лесов, редколесья, закустаренные балки, сады, лесополосы с присутствием кормовых растений, парки, сады и урбанизированные территории. На Кавказе вид в горах поднимается на высоты до 1500 м над ур. м. и преимущественно населяет кустарниковые заросли, редколесья, опушки широколиственных и смешанных лесов.

## Биология
За год развивается в одном поколении. Время лёта наблюдается с третьей декады июня до середины августа. Бабочки пугливы, держатся высоко в кронах деревьев и кустарников, садятся часто на притенённые места, изредка опускаясь под полог леса для питания на цветах. Иногда отмечаются скопления самцов на одном растении, которые часто вспархивают и кружатся парами.
Самки откладывают яйца по одной штуке (реже — небольшими, до 10 штук) на молодые ветви кормовых растений. В большинстве случаев яйца откладываются самками на ветки кормовых растений, рядом с почками. Кормовые растения: тёрн, дуб, боярышник, слива, жостер слабительный. Большинство самок откладывают яйца на верхушках торчащих веточек, но есть самки, которые откладывают яйца внутрь куста. Яйца зимуют. Появившиеся весной молодые гусеницы начинают питаться бутонами и цветками. Гусеницы развивается с середины апреля до середины июня. Мирмекофилы (во время развития гусеницы опекаются муравьями). Окукливаются на земле в подстилке, обычно возле стволов. Стадия куколки длится около 14 дней.